# Tasa de bits constante
La tasa de bits constante o bitrate constante (del inglés: constant bit rate, CBR) se refiere a tasa de bits que aplica una cuantificación uniforme, sin tener en cuenta si en la señal hay zonas con mayor o menor densidad de información, que cuantifica toda la señal igual.
Cuando hablamos de códecs, la codificación con CBR implica que es constante la tasa de salida del codificador de los datos. CBR es muy útil para flujo de datos multimedia con canales de capacidad limitada. Sin embargo, CBR no es la mejor opción para almacenaje porque no asignará suficientes bits para las secciones “complicadas” (resultantes de la degradación de la calidad), y por el contrario, gastará bits innecesarios en secciones “simples”.
Muchos esquemas de codificación, como la codificación Huffman por ejemplo, producen códigos de longitud variable lo que dificulta el uso de un CBR. Esto se arregla parcialmente variando la cuantificación y por tanto la calidad y se consigue solucionar el problema por completo usando bits de relleno (padding). Otra estrategia consiste en almacenar la tasa de bits en un buffer y liberar la información con una tasa de bits constante. Método conocido como leacky bucket.
El proceso opuesto es la tasa de bits variable o bitrate variable (VBR). El VBR, a diferencia del CBR, aplica una cuantificación no uniforme teniendo en cuenta si en la señal hay zonas con mayor o menor densidad de información y por tanto no cuantifica toda la señal por igual.
Como ejemplos de uso, el servicio CBR es ideal para soportar aplicaciones en tiempo real con pequeñas variaciones de retardo (voz, vídeo, emulación de circuitos, etcétera).